# 田中益夫
田中 益夫（たなか ますお、1926年5月28日 - 2007年5月14日）は、日本の経営者。関西ペイント社長を務めた。

## 来歴・人物
大阪府出身。1957年に京都大学経済学部を卒業し、同年に関西ペイントに入社。1971年5月に取締役に就任し、常務、専務、副社長を経て、1989年6月に社長に就任。1995年6月には会長に就任し、1997年6月から相談役を務めた。
1998年4月に勲三等瑞宝章を受章。
2007年5月14日に肺炎のために死去。80歳没。